# La Prophétesse de Thèbes
La Prophétesse de Thèbes er en fransk stumfilm fra 1908 af Georges Méliès.